# Václav Špindler (1946)
Václav Špindler (* 5. září 1946 Teplice) je bývalý český fotbalový útočník. Jeho otec Václav Špindler byl rovněž prvoligovým fotbalistou.

## Hráčská kariéra
V československé lize hrál za Slovan Teplice, aniž by skóroval. Do Teplic přišel z Chemičky Ústí nad Labem. Vrcholového fotbalu byl nucen zanechat po zlomenině nohy.

### Prvoligová bilance
| Ročník          | Zápasy | Góly | Minuty | Klub              |
| --------------- | ------ | ---- | ------ | ----------------- |
| I. liga 1964/65 | 2      | 0    | 94     | TJ Slovan Teplice |
| CELKEM I. LIGA  | 2      | 0    | 94     |                   |